# Basler Deklaration
Die Basler Deklaration zur tierexperimentellen Forschung ist ein Aufruf  zu mehr Transparenz und Kommunikation im Umgang mit Tierversuchen.

## Überblick
Die Deklaration wurde  am 30. November 2010 von über 60 Wissenschaftlern aus der Schweiz, Deutschland, England, Frankreich und Schweden verabschiedet. Die Unterzeichnenden verpflichten sich zu mehr Verantwortung bei Tierversuchen und zu einer intensiven Zusammenarbeit mit der Öffentlichkeit in Form eines vorurteilsfreien Dialogs. Gleichzeitig fordern sie, dass notwendige Tierversuche zur Erlangung von Forschungsergebnissen jetzt und in Zukunft erlaubt bleiben. Die Forscher wollen mit der Basler Deklaration einen vorurteilsfreieren Umgang der Öffentlichkeit mit Wissenschaftsthemen und eine vertrauensvollere und verlässlichere Zusammenarbeit mit nationalen und internationalen Entscheidungsträgern erreichen.
Die Unterzeichner der Basler Deklaration wollen aktiv zeigen, dass Wissenschaft und Tierschutz keine Gegensätze sind und einen konstruktiven Beitrag zum gesellschaftlichen Dialog leisten – zum Beispiel bei der Umsetzung der neuen, am 8. September 2010 verabschiedeten in die nationalen Gesetze. (Die revidierte EU-Tierversuchsrichtlinie sieht vor, in Zukunft weniger Versuchstiere zu wissenschaftlichen Zwecken einzusetzen sowie die Bedürfnisse der Forschung mit dem Schutz der Tiere besser in Einklang zu bringen, ohne dabei die Forschung zu erschweren. Die EU-Mitgliedstaaten müssen die Richtlinie innerhalb von zwei Jahren in nationales Recht umsetzen und diese nationalen Rechtsvorschriften ab Januar 2013 anwenden.)

## Alternativen zum Tierversuch
„Tierversuche werden in der biomedizinischen Forschung auf absehbare Zeit weiterhin nötig sein, aber wir arbeiten kontinuierlich an einer Verfeinerung der Methoden im Sinne des Tierschutzes.“. Die Unterzeichner der Deklaration verpflichten sich unter anderem, Tierversuche nur dann einzusetzen, wenn es sich um fundamental wichtige Erkenntnisse handelt und keine alternativen Methoden zur Verfügung stehen. Sie halten dazu als Ergebnis ihrer zweitägigen Tagung vom November 2010 an den Prinzipien „Reduction, Refinement, Replacement“ (3R-Prinzip) fest:
| Die 3R-Prinzipien (replace, reduce, refine) gehen zurück auf William M. S. Russell & Rex L. Burch. Die beiden verfassten 1959 ihre „Principles of Humane Experimental Technique“. Sie gelten international als Leitlinie, um Tierversuche bzw. das Leid der Versuchstiere zu vermeiden oder zu verringern: - Replacement (Vermeidung): Ersatz von Tierversuchen durch tierversuchsfreie Verfahren - Reduction (Verminderung): Reduktion der Anzahl von Tieren in unumgänglichen Tierversuchen - Refinement (Verfeinerung): Verbesserung der Versuchsabläufe, so dass unumgängliche Tierversuche mit geringerer Belastung für die eingesetzten Tiere verbunden sind |

## Notwendigkeit verbesserter Kommunikation
Die Teilnehmenden des  Symposiums zur Verabschiedung der „Basler Deklaration“ waren sich einig, dass die Wissenschaft neben einem klaren Bekenntnis zum verantwortungsvollen Umgang mit Versuchstieren mehr für Transparenz gegenüber der Öffentlichkeit leisten muss. Um der Öffentlichkeit sowie Entscheidungsträgern ihre Motivation und ihre Methoden verständlicher zu machen, wollen die Forscher in Zukunft enger mit Politikern, Medien und Schulen zusammenarbeiten und der Wissenschaftskommunikation einen höheren Stellenwert einräumen.

## Verpflichtung gegenüber der Öffentlichkeit
Die Autoren der  Basler Deklaration  anerkennen die Notwendigkeit der vermehrten Diskussion von tierexperimentellen Fragen in der Öffentlichkeit, wie auch von Risiken von Forschungsansätzen und möglichem Missbrauch neu entwickelter Technologien. Zudem halten sie fest, neben Ergebnissen und wissenschaftlichen Kontroversen auch Abläufe und Genehmigungsverfahren des Wissenschaftsprozesses zu kommunizieren, um damit ein vertieftes Verständnis über Forschung zu erreichen. Hinsichtlich verbesserter Information der Öffentlichkeit über tierexperimentelle Forschung gehen die Unterzeichner der Basler Deklaration folgende Verpflichtungen ein:
1. Wir kommunizieren offen und transparent – auch bezüglich Tierversuche. Wir sprechen pro-aktiv die Problematik an und deklarieren offen, dass Tierversuche einen Anteil unserer Forschung ausmachen.
2. Wir ermöglichen Journalisten Zugang zu unseren Laboren.
3. Wir laden Meinungsbildner, Medienschaffende und Lehrer ein, über das Problemfeld Grundlagenforschung in einen Dialog mit den Forschenden zu treten.
4. Wir bemühen uns um eine allgemein verständliche Sprache.
5. Wir erklären uns solidarisch mit allen Forscherinnen und Forschern, die auf Tierversuche angewiesen sind. Ungerechtfertigte Vorwürfe an einzelne werden wir gemeinsam zurückweisen. Vandalismus, Drohungen und andere kriminelle Handlungen werden wir solidarisch und öffentlich verurteilen.

## Tierversuche in Grundlagenforschung
Die moderne Medizin beruht auf Entdeckungen der biologischen Grundlagenforschung und deren Umsetzung in der angewandten Forschung. Eine grosse Gefahr sehen die Erstunterzeichner der Basler Deklaration in der Tendenz, Tierexperimente besonders im Bereich der Grundlagenforschung einzuschränken. Sie halten dazu fest: „Keine Stufe der Forschung (Grundlagenforschung, angewandte Forschung) darf kategorisch aus den zulässigen Tierversuchszwecken ausgeschlossen werden. Von der Schwierigkeit der Abgrenzung beider Stufen im Bereich medizinischer Forschung abgesehen, ist angewandte Forschung generell ohne Grundlagenforschung nicht denkbar. Grundlagenforschung ist kein Selbstzweck, sondern Basis des Weiterdenkens. Grundlagen- und angewandte Forschung sind Teile desselben Kontinuums in der biomedizinischen Forschung und oft ist die Zuordnung zum einen oder anderen Teil eher arbiträr als klar definiert. Andererseits rechtfertig die Einstufung eines Experiments als Grundlagenforschung noch nicht per se den Tiereinsatz. Die Unerlässlichkeit muss ebenso nachgewiesen werden, wie eine Abwägungsentscheidung (Belastungen, Nutzen) nach Massgabe des Forschungszieles erforderlich ist.“

## Bessere Tiermodelle
Genetisch veränderte Tiere sind ein wichtiges Instrument der modernen biomedizinischen Forschung. In vielen Fällen können mittels gentechnischer Methoden gezüchtete einfachere Organismen wie Fruchtfliegen, Laborwürmer oder Fische in Tierversuchen den Einsatz höher entwickelter Spezies ersetzen. Dies trägt massgeblich zur Förderung des 3R-Prinzips zum Ersetzen (replacement), zur Reduktion (reduction) und verbesserter Gestaltung (refinement) von Tierexperimenten bei. Krankheitsmodelle in genetisch veränderten Tieren gibt es vor allem in Nagetieren wie Mäusen und Ratten. Diese können die menschliche Physiologie jedoch nicht in allen Fällen adäquat abbilden. Die Forschung an Tiermodellen in Säugetieren wie Paarhufern (insbesondere für die Tiergesundheit) und in sehr seltenen Fällen auch Affen bleibt gemäss den Teilnehmern des Symposiums zur Basler Deklaration weiterhin nötig. Sie sehen die folgenden Vorteile der Verwendung von genetisch veränderten Organismen in Tierversuchen:
- Möglichkeit der Entwicklung von Tests für therapeutische Antikörper, die in der modernen medizinischen Therapie beim Menschen vermehrt zum Einsatz kommen
- Produktion rekombinanter Produkte wie Gerinnungshemmer oder therapeutische Antikörper
- Erforschung von Krankheitsmechanismen in komplexen Organismen (z. B. Diabetes)
- Erforschung und Verständnis der zugrundeliegenden Mechanismen und Stoffwechselwege bei menschlichen Erkrankungen
- Grundlagen für effiziente und gezielte Krankheitsbehandlung von z. B. Leukämie, Bluthochdruck oder Adipositas

## Tierversuche an nichtmenschlichen Primaten
Die Teilnehmenden des Symposiums zur Verabschiedung der Basler Deklaration von Ende November 2010 halten als Ergebnis ihrer Diskussionen zum Thema Tierversuche an nichtmenschlichen Primaten fest:
1. Die Forschung an nichtmenschlichen Primaten ist ein essentieller Bestandteil des biomedizinischen Fortschritts im 21. Jahrhundert. Die Forschung an nichtmenschlichen Primaten führte zur Entwicklung entscheidender medizinischer Behandlungen, wie z. B. zu Impfstoffen gegen Kinderlähmung oder Hepatitis (Gelbsucht), sowie zu verbesserter Arzneimittelsicherheit dank unverzichtbarer Beiträge zu Grundlagen der Physiologie, Immunologie, Infektionskrankheiten, Genetik, Pharmakologie, Reproduktionsbiologie und Neurowissenschaften. Wir sehen einen erhöhten Bedarf an Forschung mit nichtmenschlichen Primaten in der Zukunft voraus, z. B. für personalisierte Medizin und neurodegenerative Erkrankungen in einer alternden Gesellschaft. Dieser fortbestehende Bedarf schlägt sich auch in der Richtlinie  der EU von 2010 (2010/63/EU)  über Tierversuche nieder, in der anerkannt wird, dass die Forschung an nichtmenschlichen Primaten in der vorhersehbaren Zukunft nicht zu ersetzen ist.
2. Die biomedizinische Forschung kann nicht in „Grundlagenforschung“ und „angewandte Forschung“ unterteilt werden: Sie ist ein Kontinuum, das sowohl grundlegende Untersuchungen normaler Funktionen als auch ihren Zusammenbruch bei Krankheiten und die Entwicklung von Therapien umfasst. Diese Grundlagenforschung ist unerlässlich für den biomedizinischen Fortschritt. Jede kategorische Einschränkung der Forschung an nichtmenschlichen Primaten in der Grundlagenforschung ist kurzsichtig und durch keinerlei wissenschaftlichen Nachweis begründet.
3. Mit nichtmenschlichen Primaten arbeitende Forscher sind dem 3R-Prinzip zum Ersetzen (replacement), zur Reduktion (reduction) und verbesserter Gestaltung (refinement) von Tierexperimenten verpflichtet. Forschung an Tieren muss die höchsten ethischen Standards erfüllen. Nichtmenschliche Primaten werden nur eingesetzt, wenn es keine Alternativen gibt. Wir arbeiten intensiv daran, die Versuchsmethoden ständig zu verfeinern und die Zahl nichtmenschlicher Primaten auf ein Minimum zu reduzieren. Ein starkes Engagement für die 3R garantiert die beste Wissenschaft und das beste Wohlergehen der Tiere.
4. Wir verpflichten uns, die Öffentlichkeit zu informieren und objektive Informationen über die Forschung an nichtmenschlichen Primaten bereitzustellen.